# Microhydromys
Microhydromys és un gènere de rosegadors de la família dels múrids. Les dues espècies d'aquest grup són murins molt petits, amb una llargada de cap a gropa de 8–11 cm i una cua de 8–10 cm. Pesen 9–12 g. El color del pelatge dorsal varia entre el marró i el gris negrenc, mentre que el pelatge ventral és una mica més clar. Tenen el musell curt i la primera molar superior visiblement engrandida.
Ambdues espècies són originàries de Nova Guinea, on habiten boscos situats en terreny ondulat. Viuen a altituds una mica més baixes que altres murins de la mateixa regió. Passen gran part del seu temps a terra i s'alimenten d'insectes.
El gènere conté:
- M. argenteus, una espècie descrita el 2010[1] que només s'ha trobat a quatre localitats del sud de Nova Guinea.
- M. richardsoni, oriünd del nord de Nova Guinea. Té el pelatge de color gris fosc i la punta de la cua blanca.

Pseudohydromys musseri (Flannery, 1989) formava part d'aquest gènere abans de ser transferit a Pseudohydromys.
No es coneix gaire cosa sobre el seu estat de conservació. La UICN classifica les dues espècies com a espècies amb «dades insuficients».
Sistemàticament, són parents propers del gènere Hydromys.